# Theta Ursae Minoris
Theta Ursae Minoris (θ Ursae Minoris, förkortat Theta UMi, θ UMi) som är stjärnans Bayer-beteckning, är en misstänkt dubbelstjärna i den mellersta delen av stjärnbilden Lilla björnen. Den har en skenbar magnitud på +4,98 och är svagt synlig för blotta ögat där ljusföroreningar ej förekommer. Baserat på parallaxmätningar i Hipparcos-uppdraget på 3,8 mas beräknas den befinna sig på ca 860 ljusårs (260 parsek) avstånd från solen.

## Egenskaper
Theta Ursae Minoris är en orange till gul  jättestjärna av spektralklass K5 III CN0.5, som anger att den har ett mindre överskott av dicyan i dess yttre atmosfär. Den har en radie som är ca 4,8 gånger större än solens och utsänder ca 1 620 gånger mera energi än solen från dess fotosfär vid en effektiv temperatur på ca 4 000 K.
Theta Ursae Minoris är sannolikt en spektroskopisk dubbelstjärna med två ungefär lika stora komponenter. Fotometri från Hipparcos satellituppdrag visar att den varierar i magnitud med några hundradels enheter. Den är listad som NSV 20342 i den nya katalogen över misstänkta variabla stjärnor.